# Einöd (Gemeinden Gröbming, Michaelerberg-Pruggern)
Einöd ist eine Ortslage im Ennstal in der Steiermark, und gehört zu den Gemeinden Michaelerberg-Pruggern und Gröbming im Bezirk Liezen.

## Geographie
Der Ort befindet sich zwischen Gröbming (Hauptort) und Aich (Hauptort), nordöstlich von Pruggern (Hauptort), das beiderseits der Enns liegt.
Die zerstreuten Häuser liegen am Südfuß des Kemetgebirges, einem Nebenmassiv des Dachsteins, links im Tal entlang der Enns. Sie verteilen sich auf einer Talterrasse auf Höhen von um die 720–770 m ü. A., und erstrecken sich auf etwa gut 1½ Kilometer längs der B320 Ennstalstraße (km 33,8–35,6). Der Berg bei Einöd heißt Kulm.
Einöd umfasst knapp 30 Gebäude. Dabei gehört der Gutteil, als Rotte  klassifiziert, zur Ortschaft Pruggern, die östlichen Häuser bilden den südwestlichen Ortsrand von Gröbming.
|                                                    | \| Kulm (Gem. Michaelerberg-Pruggern) \| \| Gröbming (Gem. Gröbming) \| \| Kunagrünberg (Gem. Aich u. Michaelerberg-Pruggern) \| \| Thalhamm (Gem. Gröbming) \| \| Enns Pruggern (Gem. Michaelerberg-Pruggern) \| \| Enns Moosheim (Gem. Michaelerberg-Pruggern) \| |                                             |
| Kulm (Gem. Michaelerberg-Pruggern)                 | | Gröbming (Gem. Gröbming)                    |
| Kunagrünberg (Gem. Aich u. Michaelerberg-Pruggern) | Kompassrose, die auf Nachbargemeinden zeigt | Thalhamm (Gem. Gröbming)                    |
| Enns Pruggern (Gem. Michaelerberg-Pruggern)        | | Enns Moosheim (Gem. Michaelerberg-Pruggern) |

## Nachweise
- 61213 – Gröbming. Gemeindedaten der Statistik Austria
- 61260 – Michaelerberg-Pruggern. Gemeindedaten der Statistik Austria